# Miljömålsberedningen
Miljömålsberedningen M 2010:04 är en statlig utredning i Sverige, den tillsattes av alliansregeringen 2010. Dess uppgift är att komma med förslag till regeringen på hur Sveriges miljökvalitetsmål och generationsmål kan nås. Ledamöter från åtta riksdagspartier ingår men också sakkunniga och experter som regeringen hade utsett. Tanken med den parlamentariska beredningen var en bred politisk samsyn kring långsiktiga beslut inom de svåraste områdena i miljö- och klimatpolitiken. I mars 2016 föreslog miljömålsberedningen ett klimatpolitiskt ramverk med klimatmål till 2045 samt en klimatlag.
2023 utsågs nya ledamöter och ordförande i miljömålsberedningen, med Lars Tysklind som ordförande.  

## Beredningens sammansättning 2018–2022
Emma Nohrén förordnades som beredningens ordförande 1 juni 2018 (då riksdagsledamot för MP). Ledamöterna är Marlene Burwick (S), Magnus Ek (C), Elisabeth Falkhaven (MP), Martin Kinnunen (SD), Magnus Manhammar (S), Betty Malmberg (M), Kjell-Arne Ottosson (KD), Elin Segerlind (V), Lars Tysklind (L). Huvudsekreterare: Christine Annemalm.

## Beredningens sammansättning 2022–
Ordförande: Lars Tysklind (L). Ledamöter: Elin Nilsson (L), Carl-Wiktor Svensson (KD), John Widegren (M), Tomas Brandberg (SD), Stina Larsson (C), Andrea Andersson Tay (V), Maria Gardfjell (MP), Joakim Järrebring (S).

## Uppdrag
Regeringen beslutade den 18 december 2014 att ge Miljömålsberedningen i uppdrag att föreslå ett klimatpolitiskt ramverk och en strategi för en samlad och långsiktig klimatpolitik (dir. 2014:165). Uppdraget har därefter delats i två delar (dir. 2015:101). 
Beredningen har också haft uppdrag att ta fram en strategi för luftvårdspolitiken. Den första delen av uppdraget, "Ett klimatpolitiskt ramverk för Sverige", SOU 2016:21, redovisades i mars 2016. Den andra och sista delen av uppdraget, "En klimat- och luftvårdsstrategi för Sverige" SOU 2016:47, hanterar en samlad strategi för klimat- och luftvårdspolitiken i Sverige. 
I april 2022 redovisades betänkandet "Sveriges globala klimatavtryck" SOU 2022:15. Det innehåller förslag om mål för konsumtionsbaserade utsläpp som kan göra Sverige först i världen att anta sådana.
I mars 2023 fick en ny Miljömålsberedning uppdraget att stärka "klimatarbetet och skyddet av biologisk mångfald på ett integrerat sätt".

## Delbetänkanden
- Handlingsplan för att utveckla strategier i miljömålssystemet, 2010[4]
- Etappmål i miljömålssystemet, 2011[5]
- Plan för framtagandet av en strategi för långsiktigt hållbar markanvändning, 2012[6]
- Minska riskerna med farliga ämnen!, 2012[7]
- Långsiktigt hållbar markanvändning - del 1, 2013[8]
- Med miljömålen i fokus - hållbar användning av mark och vatten, 2014[9]
- Ett klimatpolitiskt ramverk för Sverige, 2017[10]
- En klimat- och luftvårdsstrategi för Sverige, 2016[11]
- Havet och människan, 2020[12]
- Sveriges globala klimatavtryck, 2022[13]
- Miljömålsberedningens förslag om en strategi för hur Sverige ska leva upp till EU:s åtaganden inom biologisk mångfald respektive nettoupptag av växthusgaser från markanvändningssektorn (LULUCF), 2025[14]